# Demokratischer Block der Parteien und Massenorganisationen
Demokratischer Block der Parteien und Massenorganisationen war seit dem 17. Juni 1949 die Bezeichnung für den Block der Parteien und Massenorganisationen, die nach der Verfassung der DDR von 1949 und den DDR-Wahlgesetzen Wahlvorschläge für die Volkskammer sowie die Volksvertretungen der Gemeinden, Kreise und Länder einreichen konnten. Der Demokratische Block war neben der Volkskongressbewegung und der Wahlkommission der Nationalen Front ein zentrales Instrument der SED-Herrschaft im sozialistischen Mehrparteiensystem.
Zunächst gehörten dem Block die Kommunistische Partei Deutschlands (KPD), die Sozialdemokratische Partei Deutschlands (SPD), die Christlich-Demokratische Union Deutschlands (CDU) und Liberal-Demokratische Partei Deutschlands (LDPD) an, seit der Zwangsvereinigung von SPD und KPD zur SED die SED, CDU, LDPD sowie die 1948 in der sowjetischen Besatzungszone gegründete Demokratische Bauernpartei Deutschlands (DBD) und die National-Demokratische Partei Deutschlands (NDPD). 1949 stieß der Freie Deutsche Gewerkschaftsbund (FDGB) hinzu, die übrigen in der Volkskammer vertretenen Massenorganisationen waren durch ihre Mandatsassoziierung auf den Listen der Nationalen Front (Einheitslisten) ebenfalls in den Block eingebunden.

## Gründung

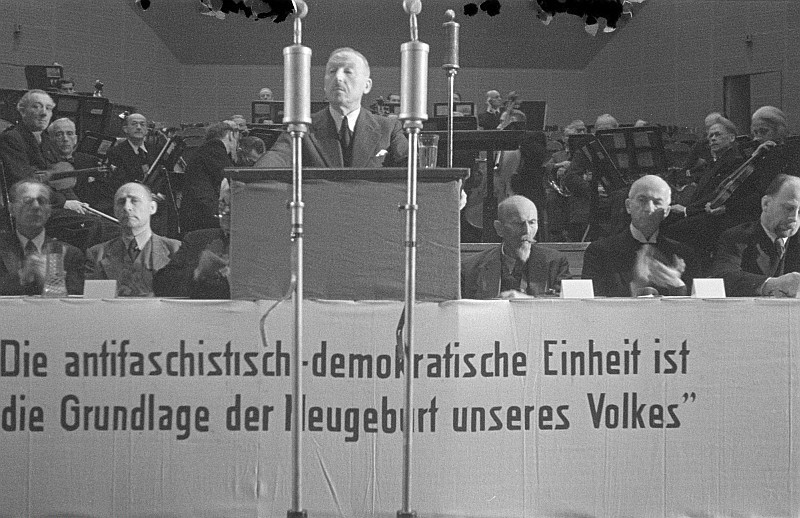
Erste Kundgebung des Antifaschistisch-demokratischen Blocks im August 1945 (vorne ganz re. Walter Ulbricht)

Parallel zum Arbeitsstab der Europäischen Beratenden Kommission (European Advisory Commission, EAC) beauftragte die Kommunistische Partei der Sowjetunion (KPdSU) im Frühjahr 1944 die Exil-KPD in der Sowjetunion, ein eigenes deutschlandpolitisches Konzept zu entwickeln. Ein erstes Konzept wurde am 6. März 1944 auf einer Arbeitssitzung der Exil-KPD von Wilhelm Florin vorgestellt. Das nach sowjetischen Vorgaben entwickelte Konzept sah die künftige KPD als Regierungspartei Deutschlands.
Nach der bedingungslosen Kapitulation der Wehrmacht am 8. Mai 1945 und der Berliner Erklärung der Alliierten (Oberbefehlshaber der vier Hauptsiegermächte) vom 5. Juni 1945 war zunächst jegliche politische Betätigung in allen Besatzungszonen verboten. Nach Rücksprache von Anton Ackermann, Gustav Sobottka und Walter Ulbricht am 4. Juni 1945 in Moskau erlaubte der Befehl Nr. 2 des Obersten Leiters der Sowjetischen Militärischen Administration in Deutschland (SMAD) vom 10. Juni 1945 die Bildung und Tätigkeit antifaschistischer Parteien und Organisationen. Ihre Führungsmitglieder mussten jedoch von der sowjetischen Besatzungsmacht bestätigt werden.
Mit ihrem Aufruf vom 11. Juni 1945 trat die KPD in Berlin als erste an die Öffentlichkeit und machte ihren Führungsanspruch im Nachkriegsdeutschland mit massiver Unterstützung durch die sowjetische Besatzungsmacht geltend:
„Das Zentralkomitee der Kommunistischen Partei Deutschlands ist der Auffassung, daß das vorstehende Aktionsprogramm als Grundlage zur Schaffung eines Blocks der antifaschistischen demokratischen Parteien (der Kommunistischen Partei, der Sozialdemokratischen Partei, der Zentrumspartei und anderer) dienen kann. Wir sind der Auffassung, daß ein solcher Block die feste Grundlage im Kampf für die völlige Liquidierung der Überreste des Hitlerregimes und für die Aufrichtung eines demokratischen Regimes bilden kann.“
Am 15. Juni 1945 folgte die SPD mit einem eigenen Aufruf zu „Demokratie in Staat und Gemeinde, Sozialismus in Wirtschaft und Gesellschaft“: „Wir sind bereit und entschlossen, hierbei mit allen gleichgesinnten Menschen und Parteien zusammenzuarbeiten. Wir begrüßen daher auf das wärmste den Aufruf des Zentral-Komitees der Kommunistischen Partei Deutschlands vom 11. Juni 1945, der zutreffend davon ausgeht, […], […] daß die entscheidenden Interessen des deutschen Volkes in der gegenwärtigen Lage die Aufrichtung eines antifaschistischen demokratischen Regimes und einer parlamentarisch-demokratischen Republik mit allen demokratischen Rechten und Freiheiten für das Volk erfordern.“ Es sei „die geschichtliche Aufgabe der deutschen Arbeiterklasse, Trägerin des Staatsgedankens zu sein“.
Am 26. Juni 1945 gründete sich die Christlich-Demokratische Union Deutschlands (CDU) und am 10. Juli erhielt die LDP ihre Lizenzierung durch die SMAD, unter der Auflage, dem „Block“ beizutreten.
Am 14. Juli 1945 bildeten auf Initiative der KPD die vier Parteien zusammen den sogenannten Antifa-Block, die „Einheitsfront der antifaschistisch-demokratischen Parteien“ mit einem von den Parteivorsitzenden paritätisch besetzten Zentralen Ausschuss als Beschlussgremium. Blockausschüsse entstanden in der Folgezeit auch auf Landes- und Gemeindeebene. Beschlüsse mussten einstimmig gefasst werden, was eine Koalition ohne oder gegen die KPD ausschloss.
Nach ihrer Gründung im April bzw. Mai 1948 stießen die Demokratische Bauernpartei Deutschlands (DBD) sowie die National-Demokratische Partei Deutschlands (NDPD) dazu  sowie ausgewählte Massenorganisationen (Freier Deutscher Gewerkschaftsbund (FDGB), Freie Deutsche Jugend (FDJ), Demokratischer Frauenbund Deutschlands (DFD), Kulturbund und Vereinigung der gegenseitigen Bauernhilfe). Ab Mitte 1948 setzte die SED ihren Führungsanspruch auch gegenüber der CDU und der LDPD schrittweise durch und erklärte ihre Politik zur Richtlinie der Blockpolitik.
1949 erhielt der Zusammenschluss die Bezeichnung „Demokratischer Block der Parteien und Massenorganisationen“.

## Blockparteien und ihre Programmatik

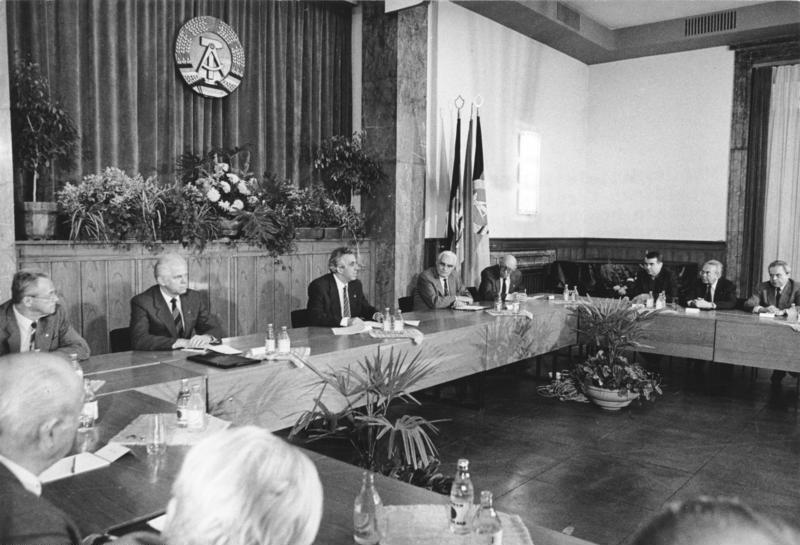
Treffen des Demokratischen Blocks am 18. Oktober 1989 in Ost-Berlin. Von li. nach re.: Manfred Gerlach (Vorsitzender der LDPD), Günther Maleuda (Vorsitzender der DBD), Egon Krenz (Generalsekretär des ZK der SED und Sitzunsgvorsitzender), Gerald Götting (Vorsitzender der CDU), Heinrich Homann (Vorsitzender der NDPD), Eberhard Aurich (1. Sekretär des Zentralrates der FDJ), Hans Pischner (Präsident des Kulturbundes) und Lothar Kolditz (Präsident des Nationalrats der Nationalen Front).

Zwar war in der deutschen Parteiengeschichte seit Mitte des 19. Jahrhunderts ein Mehrparteiensystem etabliert; die Zerstrittenheit, die Parteienzersplitterung und die politischen Kämpfe der Weimarer Republik bildeten jedoch ein geeignetes Argument, warum alle zugelassenen Parteien einen Block der antifaschistisch-demokratischen Parteien bildeten, die sich als Gegner des Nationalsozialismus sahen und bereit waren, zusammen mit den Kommunisten die politische, wirtschaftliche und kulturelle Neugestaltung Nachkriegsdeutschlands in Angriff zu nehmen.

### SPD
Bei ihrer Wiedergründung im Sommer 1945 war die SPD mit der programmatischen Formel angetreten, „Demokratie in Staat und Gemeinde, Sozialismus in Wirtschaft und Gesellschaft“ umzusetzen. In ihren Zielen und programmatischen Aussagen war die SPD in der unmittelbaren Nachkriegszeit in hohem Maße von marxistischen Vorstellungen geprägt. Sie zielte auf die „organisatorische Einheit der deutschen Arbeiterklasse“, von der sie sich eine Eingliederung der Kommunisten in eine demokratisch-sozialistische Partei versprach.

### CDU
Die CDUD, deren Gründungsvorsitzender Andreas Hermes von der SMAD abgesetzt worden war, propagierte unter Jakob Kaiser einen „Sozialismus unter christlicher Verantwortung“. Kaiser, der 1947 – ebenso wie Ernst Lemmer, ebenfalls Vorsitzender der CDUD – von der SMAD abgesetzt wurde, hatte gehofft, mit dieser Losung auch unter den Arbeitern Mitglieder werben zu können. Ab Oktober 1952 waren dann „Treue zum Sozialismus, kameradschaftliches Zusammenwirken mit der Partei der Arbeiterklasse, feste Freundschaft mit der Sowjetunion“ Kernpunkte der Arbeit der CDUD. Ihr Führungsgremium wurde zum Erfüllungsgehilfen der SED.

### LDPD
Die Gründung der LDPD ging aus einer Initiative ehemaliger Mitglieder der linksliberalen Deutschen Demokratischen Partei (DDP) hervor, die beabsichtigten, an die Traditionen des Linksliberalismus der Weimarer Republik anzuknüpfen. Ihrem Selbstverständnis nach war die LDPD anfangs eine „nichtsozialistische“ liberale Volkspartei, die mit einem gesamtdeutschen Anspruch antrat und die zeitweilig als einzige Partei auch von Parteimitgliedern über alle Besatzungszonengrenzen hinweg getragen wurde. Im Parteiengefüge der SBZ galt sie als Rechtspartei.

### DBD
Die DBD war zwar mit dem Ziel gegründet worden, die Interessen der Klein-, Mittel- und vor allem Neubauern zu vertreten. Tatsächlich bestand ihre Aufgabe aber darin, der SED als loyaler Partner bei der Durchsetzung ihrer Agrar- und Bauernpolitik zur Verfügung zu stehen. Insbesondere war die DBD ab 1950 an der Kollektivierung der Landwirtschaft beteiligt, im September 1952 bekannte sie sich zum „Aufbau des Sozialismus“.

### NDPD
Die Gründung der NDPD vollzog sich unter maßgeblicher Beteiligung führender SED-Funktionäre. Mit Befehl Nr. 5 der SMAD war ehemaligen NSDAP-Mitgliedern und Offizieren politische Betätigung wieder erlaubt. Auf sie und auf den Mittelstand zielte die NDPD, die sich mit ihrer Gründung ebenfalls dem Führungsanspruch der SED unterwarf. Auch hatte sich die SED organisatorisch, publizistisch und finanziell massiv an der Gründung der NDPD beteiligt. Da man auf die gleiche mittelständische Klientel zielte, befand sich die NDPD Zeit ihres Bestehens in einer latenten Konkurrenz zur LDPD.

## Blockpolitik der SED bis zur Gründung der DDR
Am 27. Juli 1945 beschloss der Antifa-Block eine Geschäftsordnung.
Neben dem Block auf Zonenebene wurden entsprechende Blöcke auf Landesebene eingerichtet. In Brandenburg konstituierte sich der aus je drei Mitgliedern der vier Parteien bestehende antifaschistisch-demokratische Einheitsblock Brandenburg am 28. November 1945. In Thüringen war der antifaschistisch-demokratische Block Thüringens am 17. August 1945 gebildet worden. In Sachsen und Sachsen-Anhalt erfolgte die Gründung am 29. August 1945.
Die erste Konfrontation der KPD mit den anderen Parteien um die „führende Rolle“ in Staat und Gesellschaft entstand im August 1945 bei der Formulierung einer gemeinsamen Stellungnahme zur Potsdamer Konferenz und im Besonderen bezüglich einer künftigen Grenzziehung entlang der Oder-Neiße-Linie. Zu einer ernsthaften Krise führten im Herbst 1945 die Meinungsverschiedenheiten zwischen der KPD und den bürgerlichen Parteien über die Wirtschaftspolitik (willkürliche Enteignungen von Unternehmen auf der Grundlage von Befehl Nr. 124/126 der SMAD) und hinsichtlich des Widerstandes gegen die Bodenreform. Bereits im November musste der erste Vorsitzende der LDP, Waldemar Koch, auf Druck der SMAD zurücktreten. Sein Nachfolger wurde Wilhelm Külz. Im Dezember 1945 zwang die SMAD die Vorsitzenden der CDU Andreas Hermes und Walther Schreiber zum Rücktritt. Beide weigerten sich in den Sitzungen des Blockes vom 22. und 27. November 1945 den Aufruf der KPD «Helft den Neubauern» zu unterschreiben. Diese Entwicklung zeigte recht deutlich die Intention der SMAD bei der übereilten Zulassung von Parteien in der SBZ/Groß-Berlin im Frühjahr 1945:
„In nur fünf Wochen, zwischen 10. Juni und 14. Juli 1945, war in der SBZ mit Rückendeckung der Besatzungsmacht ein Vierparteiensystem etabliert worden, das nur äußerlich einen Parteienpluralismus aufwies.“
Bereits 1945 begann in der SBZ die politische Verfolgung Andersdenkender. Etwa fünftausend Sozialdemokraten und mehrere Tausend Mitglieder der CDU und LDP wurden in den Jahren 1945 bis 1956 verhaftet und zu Strafen von sowjetischen Militärtribunalen bzw. später von Sondergerichten der DDR verurteilt. (siehe auch Waldheimer Prozesse)
Angesichts des Wahlergebnisses im ebenfalls besetzten Österreich bei der Nationalratswahl 1945 mit einer Übermacht der Sozialdemokraten verstärkte die KPD im Herbst 1945 ihre Bemühungen, um schnellstmöglich eine Vereinigung mit der SPD herbeizuführen. Auf der Sechziger-Konferenz (je 30 Vertreter von KPD und SPD) am 20./21. Dezember 1945 wurde in Berlin die Vereinigung beschlossen. Eine Urabstimmung fand in der SBZ nicht statt. Im April 1946 wurde die Zwangsvereinigung von KPD und SPD zur Sozialistische Einheitspartei Deutschlands (SED) vollzogen. Vorsitzende wurden Otto Grotewohl und Wilhelm Pieck. Im Block übernahm die SED die Sitze von KPD und SPD. Das Aufnahmegesuch der von kommunistischen Kadern dominierten Gewerkschaft Freier Deutscher Gewerkschaftsbund (FDGB) in den Block wurde von CDU und LDP vehement abgelehnt.
Auch die Jahre 1946 und 1947 verliefen nicht ohne Spannungen im DB. Zudem zeigte sich immer deutlicher, dass auch die Alliierten keine Einigung über die Zukunft Deutschlands fanden. Im Dezember 1947 wurden die Vorsitzenden der CDU Ernst Lemmer und Jakob Kaiser auf Weisung der SMAD abgesetzt. Beide schlossen sich der Exil-CDU an. Auch auf Kreis- und Landesebene mussten einige CDU- und LDP-Funktionäre die Schreibtische räumen. Manche konnten rechtzeitig fliehen, andere wurden unter Druck gesetzt bzw. verhaftet.
Zwischen November 1947 und August 1948 kam die Arbeit des zentralen Blockes aufgrund von Meinungsverschiedenheiten faktisch zum Erliegen. Nach dem Tod von Wilhelm Külz im April 1948 begann in der LDP eine Neuorientierung. Diese versuchte sich von der SED-Politik abzusetzen und drohte im Juli 1948 aus dem DB auszutreten. Dieser Versuch wurde seitens der SMAD mit einer Auflösungdrohung der Partei und einer Verhaftungswelle beantwortet. Dadurch wurde weitere Gegenwehr unterbunden. Um den Widerstand von CDU und LDP zu unterlaufen, brachte die SED 1947/1948 mit der Volkskongressbewegung ein neues Instrument ins Spiel. Auf zwei Sitzungen 1947 und 1948 beschloss der Deutsche Volkskongress die Aufnahme neuer Blockparteien (National-Demokratische Partei Deutschlands (NDPD) und DBD) und Massenorganisationen (Kulturbund der DDR, FDGB, Demokratischer Frauenbund Deutschlands, Freie Deutsche Jugend), die größtenteils kommunistisch dominiert waren, in den antifaschistischen Block. Zudem wurde beschlossen, den Aufgabenkreis um die Durchführung eines wirtschaftlichen Zweijahresplans sowie Festlegungen zur „Weiterentwicklung der Demokratie“ zu erweitern. Am 17. Juni 1949 wurde der DB in Demokratischer Block der Parteien und Massenorganisationen umbenannt.

## Wahlen in der DDR
Am 1. Februar 1950 beriet der Zentrale DB Fragen bezüglich der Teilung Deutschlands und der Gründung zweier deutscher Staaten. Obwohl zahlreiche Vertreter der bürgerlichen Parteien die SBZ bzw. die neu gegründete DDR aus Unmut verlassen hatten, beschlossen die verbliebenen Führungskräfte um Otto Nuschke (CDU), Gerald Götting (CDU), Johannes Dieckmann (LDP) und Hans Loch (LDP) die Fortführung der bisherigen Zusammenarbeit im DB unter der Führung der SED und die Beibehaltung des Einstimmigkeits-Prinzips beim Zustandekommen von Beschlüssen.
Am 30. März 1950 sprach sich der DB für das Abhalten von Wahlen auf der Grundlage eines Programms der inzwischen gegründeten Nationalen Front aus. Am 16. Mai 1950 wurden ein gemeinsames Wahlprogramm und Einheitslisten vereinbart. Die Zustimmung zu Einheitslisten bei der Volkskammerwahl 1950 bedeutete im Prinzip die Gleichschaltung der Blockparteien ‚von oben‘. Die Einheitslistenwahl wurde am 9. August 1950 auch im ersten Wahlgesetz der DDR bestätigt. Wahlvorschläge für die Volkskammer und für die Volksvertretungen der Länder, Kreise und Gemeinde durften „nur die Vereinigungen aufstellen, die nach ihrer Satzung die demokratische Gestaltung des staatlichen und gesellschaftlichen Lebens erstrebten (Artikel 13 Abs. 2 und Artikel 53 der Verfassung von 1949)“. Dazu zählten neben den Blockparteien auch die im Demokratischen Block vertretenen Massenorganisationen. Der Wahlberechtigte hatte zwar das Recht, auf dem Stimmzettel Veränderungen vorzunehmen. Die Wahlhandlung bestand jedoch vielfach darin, den Stimmzettel unverändert und ohne Auswahl unter verschiedenen Kandidaten in die Wahlurne einzuwerfen. Jegliche Ablehnung der Einheitslistenwahl wurde von Gerichten sofort bestraft (siehe dazu u. a. die Verurteilung zu 25 Jahren Zwangsarbeit von Günter Stempel, Generalsekretär der LDP).
Die Stalin-Noten vom März 1952 weckten bei den Blockparteien noch einmal die Hoffnung auf Veränderungen. Auf der zentralen Sitzung des Demokratischen Blockes im Mai 1952 wurde offen die politische Bedeutungslosigkeit des Blockes (Entscheidungen wurden in der Zwischenzeit allein vom Politbüro der SED getroffen) und die Diskriminierung von LDP- und CDU-Mitgliedern in der DDR kritisiert. Die Beschlüsse der 2. Parteikonferenz der SED im Juli 1952 über den „Aufbau des Sozialismus“ bedeuten für die Blockparteien faktisch das Ende ihrer Eigenständigkeit. Zudem wurden zum Jahreswechsel 1952/53 Karl Hamann (Vorsitzender der LDP) und Georg Dertinger (DDR-Außenminister, CDU) des zentralen Blocks verhaftet und später auch verurteilt.
Die Blockpolitik und die Durchsetzung des „Blockprinzips“ wurden zum wichtigen Hebel der SED/SMAD bei der Transformierung des politischen und gesellschaftlichen Systems in der SBZ/DDR hin zu einem sozialistischen Mehrparteiensystem. Die Einheitsliste der Nationalen Front erhielt zusammen mit den der SED angehörenden Vertretern der Massenorganisationen stets über 99 % der Stimmen bei einer Wahlbeteiligung von rund 98 %.
Nach Art. 1 der DRR-Verfassung von 1968 war „die Deutsche Demokratische Republik ein sozialistischer Staat deutscher Nation. Sie ist die politische Organisation der Werktätigen in Stadt und Land, die gemeinsam unter Führung der Arbeiterklasse und ihrer marxistisch-leninistischen Partei den Sozialismus verwirklichen.“

## Zielsetzung des Block-Konzepts
Zur Absicherung des Übergangs von einem sozialistischen Mehrparteiensystem zur Führung der Kommunisten im Sozialismus sah das Konzept des Demokratischen Blocks zum einen die enge Kooperation zwischen Kommunisten und Sozialdemokraten in einer Einheitsfront und zum anderen das Bündnis dieser „Einheitsfront“ mit klein- und mittelbürgerlichen Schichten und Organisationen in einer Volksfront vor. Somit erscheint das Block-Konzept in Verbindung mit dem KPD-Programm (parlamentarisch-demokratische Republik als Nahziel, keine Übertragung des Sowjetsystems mit Alleinherrschaft der KPdSU und weitere demokratische Programmpunkte) als die Konkretisierung der kommunistischen Strategie zur Gewinnung von „Klein-und Mittelbauern sowie des nicht nationalsozialistisch belasteten Mittel-und Kleinbürgertums“ als Bündnispartner auf dem Wege zur Vorherrschaft der „Partei der Arbeiterklasse“.
Der Übergangscharakter des „antifaschistisch-demokratischen Regimes“ wurde von der KPD anfangs aus bündnispolitischen Rücksichten nicht hervorgehoben. So hatte die Gruppe Ulbricht bereits bei ihrer Rückkehr aus dem Moskauer Exil im Jahr 1945 den Anspruch, „in allen 20 Berliner Bezirken antifaschistisch-demokratische Bezirksverwaltungen aufzubauen“, jedoch zugleich erklärt: „Es muss demokratisch aussehen, aber wir müssen alles in der Hand haben!“
Noch vor Gründung der DDR hatten die ehemaligen KPD-Politiker Gerhart Eisler und Walter Ulbricht zudem klargestellt: „Wenn wir eine Regierung gründen, geben wir sie niemals wieder auf, weder durch Wahlen noch andere Methoden.“ Damit hatte sich die SED von vornherein für die faktische Einparteienherrschaft entschieden.
Der Demokratische Block selbst betrachtete seine Hauptaufgabe in der Entwicklung eines neuen Typs der Sozialistischen Demokratie:

„Im DB werden politische Grundfragen der Entwicklung der DDR und Probleme der internationalen Entwicklung, grundlegende Gesetzentwürfe u. a. staatliche Dokumente beraten sowie Maßnahmen zu ihrer Verwirklichung festgelegt. […] Mit dem Wirken des DB wird zugleich der Grundsatz realisiert, jedem Bürger, unabhängig  von seiner sozialen Herkunft, seinem religiösen oder weltanschaulichen Bekenntnis, breiteste Möglichkeiten zur aktiven Mitwirkung an der Gestaltung der entwickelten sozialistischen Gesellschaft zu geben.“

Wichtigste Aufgabe der Blockparteien im Parteiensystem der DDR war, über eine Mitgliedschaft mehr Bürger der DDR an die eigene Politik zu binden und der DDR-Gesellschaft ein demokratisches Aussehen zu geben. Als „Transmissionsriemen“ für die SED-Politik „zur Masse der fortgeschrittenen Klasse und von dieser zur Masse der Werktätigen“ dienten insbesondere die Massenorganisationen FDGB und FDJ. Damit näherte sich das Parteiensystem in der Funktionsweise einem kommunistischen Einparteiensystem an, obgleich die nichtkommunistischen Parteien weiterhin existierten.

## Kritik
Seit Bestehen der SBZ und der Gründung der DDR wurde Kritik laut. So verschafften sich die Vertreter der SED unter Umgehung der paritätischen Vertretung aller DB-Teilnehmer das politische Übergewicht bei der Vorbereitung und Verabschiedung von Beschlüssen, indem sie ihre Vertreter auch in den Massenorganisationen platzierten. Eine ähnliche Aushebelung des demokratischen Instrumentariums bewirkten die SED-Vertreter auch in den meisten parlamentarischen Gremien der DDR von der höchsten Ebene (Volkskammer) bis zur untersten Ebene (Gemeindevertretung). Dadurch kamen gewöhnlich die von der SED gewünschten Beschlüsse zustande. Auch wohlmeinende konstruktive Kritiker des realsozialistischen Systems sahen in derartigem Missbrauch von Organisationsstrukturen eine Pervertierung des politischen Anspruchs der SED, die Führungsrolle in der Gesellschaft auszuüben. Zu diesen Kritikern gehörten unter anderem Robert Havemann, Wolfgang Harich und Rudolf Bahro.

## Ende
Am 5. Dezember 1989 traten LDPD und CDU aus dem Demokratischen Block aus. Am 7. Dezember folgte die NDPD.
Das Parteiengesetz vom 21. Februar 1990 erlaubte die Bildung von Parteien entsprechend den Grundsätzen der Vereinigungsfreiheit.

## Abgeleitete Begriffe
- Blockparteien: die im Rahmen des Demokratischen Blocks agierenden Parteien der DDR
- Blockpolitik: Vereinnahmung der beiden bürgerlichen Parteien CDU und LDPD durch die KPD 1945 bzw. seit 1946 die SED in der „Einheitsfront antifaschistischer demokratischer Parteien“, dem so genannten „Antifa-Block“ (antifaschistisch-demokratischer Block) für ihre politischen Ziele. Ihr kam zentrale Bedeutung bei der Herausbildung des politischen Systems in der SBZ/DDR zu.[39]
- „Blockflöten“: ironisierende Fremdbezeichnung, vor allem von oppositionellen Gruppen und den den Unionsparteien gegenüberstehenden Parteien SDP und Grüne zur Kennzeichnung der im Schlepptau der führenden SED agierenden übrigen Parteien